# Antonio Bueno (peintre)
Pour les articles homonymes, voir Antonio Bueno (homonymie) et Bueno.
Antonio Bueno, né le 21 juillet 1918 à Berlin et mort le 26 septembre 1984, est un peintre italien d'origine espagnole, qui a acquis la nationalité italienne en 1970. Son père journaliste a été publié par le journal ABC de Madrid. Il est notamment connu pour son œuvre Vide Celeste.

## Biographie
Il a entrepris des études d'art en Espagne et en Suisse. En 1937 il est à Paris où il expose au Salon des Jeunes; puis, en 1940, avec son frère Xavier, il déménagé en Italie. Après une expérience post-impressionniste, immédiatement après la Seconde Guerre mondiale, il rejoint l'école de l'artiste arménien Gregorio Sciltian, réalisant de la peinture en trompe-l'œil. 

## Expositions
(personnelles et collectives)
1938
- Parigi, Salon des Jeunes (graphique).

1941
- Milan, galleria Manzoni, con X. Bueno, catalogue by Pietro Annigoni.

1942
- Florence, galleria Botti, con X. Bueno.
- Milan, galleria Ranzini, con X.Bueno, catalogue by Pietro Annigoni.

1946
- Milano, galleria Barbaroux; catalogue by J. Sylvestre.

1947
- First Invitation to the VI Quadriennale of Rome.
- Milan, galleria Cairoli (I Pittori Moderni della Realtà).
- Florence, galleria Botti (I Pittori Moderni della Realtà).
- Milan, galleria de L'Illustrazione Italiana (I Pittori Moderni della Realtà).
- Milan, galleria Barbaroux,con X.Bueno; catalogue by J.Silvestre.

1948
- Rome, galleria La Margherita (I Pittori Moderni della Realtà).

1949
- Milan, galleria Ranzini.
- St.Vincent Prize.

1951
- First invitation to the Quadriennale of Torino.

1952
- Florence, galleria Numero.
- Florence, palais Strozzi, 'Mezzo secolo d'arte Toscana' 1901-1950.

1953
- Venise, galleria Il Cavallino; catalogue by G. Chamorel.
- Turin, galleria La Bussola; catalogue by Edoardo Sanguineti

1954
- Valdagno, Marzotto Prize.

1955
- Rome, Marzotto Prize.
- Rome, VIII Quadriennale.
- Turin, Quadriennale.
- Milan, Biennale.

1956
- Rome, galleria L'Obelisco; catalogue by O. Vergani.
- Venise, XXVIII Biennale.

1957
- New York, World House Galleries (Italy), catalogue by A.R. Krakusin.
- Florence, Fiorino Prize.

1958
- New York, Sagittarius Art Gallery; catalogue by A. Cagli.
- Los Angeles, Lane Gallery; catalogue by Mario Praz.
- Livourne, Modigliani Prize.
- Milan, Giovani Artisti Italiani (Il Giomo) ; catalogue by M. Valsecchi.
- Venise, galleria Il Cavallino.

1959
- San Francisco, Italy, three directions; catalogue by G. Carandente.
- Londres, Arthur Jeffres Gallery; catalogue by Mario Praz.
- Rome, XIX Quadriennale.
- Turin, Quadriennale.

1960
- Prato, galleria Falsetti; catalogue by A. Busignani.

1961
- Florence, galleria L'Indiano; catalogue by M. Bergomi.
- Venise, galleria Il Canale; catalogue by A. Busignani.
- Florence, XII Fiorino Prize (gold medal)

1962
- Viareggio, galleria La Navicella; catalogue by F. Russoli.
- Florence, galleria Il Fiore (I Mostra monocroma); ccatalogue by M. Bergomi.

1963
- Bologne, galleria Il Cancello (II Mostra monocroma); catalogue by L.V. Masini.
- Florence, XIV Fiorino Prize (New Trends); presentation by L.V. Masini.
- Florence, galleria Il Quadrante; catalogue by V. Aguilera Cemi - L.V. Masini.
- Varsavia, Festival di Sopot; catalogue by L.V. Masini.
- Parigi, Galerie Domec; catalogue by G.C. Argan.
- Rome, galleria Schneider; catalogue by F. Russoli.
- Florence, galleria L'Indiano; catalogue by M. Bergomi.
- Florence, palais Strozzi, La Nuova Figurazione; catalogue by M. Bergomi - J.L. Ferrier.
- Saint-Marin, Biennale di San Marino, Oltre l'Informale ; catalogue by G.C. Argan.
- Parigi, Galerie Domec (Cinq peintres de Florence); catalogue by G.C. Argan.
- Florence, galleria Quadrante (Technologica); catalogue by A. Bueno - G. Chiari - L. Pignotti.

1964
- Rimini, Florence, Ferrare, Reggio Emilia, Venise, España Libre ; catalogue by G.C. Argan - J. Moreno Galvan -V. Aguilera Cerni.
- Reggio Emilia, Comune, "I Mostra di Poesia Visiva, Gruppo '63".
- Rome, galleria Numero; catalogue by Edoardo Sanguineti.

1965
- Gênes, galleria La Carabaga; catalogue by Edoardo Sanguineti.
- Livourne, galleria Giraldi; catalogue by Edoardo Sanguineti.
- Venise, galleria Numero; catalogue by C. Chiari - L. Pignotti.

1966
- Florence, galleria Santa Croce; ccatalogue by Edoardo Sanguineti.
- Naples, galleria Guida; catalogue by A. Bonito Oliva.

1967
- Florence, galleria Il Fiore; catalogue by L.V. Masini.
- Bologne, Circolo di Cultura.

1968
- Florence, galleria L'Indiano; catalogue by P. Santi.
- Montecatini, galleria Flori (Space as a Symbolic Form); catalogue by L.V. Masini.
- Venise, XXXIV Biennale; catalogue by Edoardo Sanguineti.
- Venise, galleria Numero; catalogue by L. Pignotti.
- Cortina d'Ampezzo, galleria Medea, con X.Bueno, catalogue by Edoardo Sanguineti.

1969
- Milan, galleria Blu (I Tarocchi).
- Scandicci, Palazzo Comunale; catalogue by S. Salvi.
- Florence, galleria Il Fiore; catalogue by L.V. Masini - Edoardo Sanguineti.
- Cortina d'Ampezzo, galleria Medea;
- La Spezia, galleria 2001; catalogue by T. Paloscia.

1970
- Florence, galleria L'Indiano; catalogue by L.V. Masini - Edoardo Sanguineti.
- Parigi, Studio G 30; catalogue by B. Pingaud.

1971
- Florence, Accademia delle Arti del Disegno, catalogue by R.Monti.
- Florence, Galleria Santa Croce; catalogue by L. Alinari - A. Gatto.

1972
- Florence, galleria Menghelli; catalogue by U. Baldini.
- Montecatini, galleria Internazionale, catalogue by A. Gatto.

1973
- Florence, galleria Michaud; catalogue by G. Di Genova.
- New York, Kuhlik Gallery; catalogue by C.L. Ragghianti.
- Mestre, galleria San Giorgio.

1974
- Cortina d'Ampezzo, galleria Medea; catalogue by P.C. Santini.

1975
- Fiesole, Azienda autonoma di soggiorno e turismo, (collective exhibition); catalogue by C. Marsan.
- Forte dei Marmi, galleria Selby; presentation by M. Carrà.
- Florence, galleria Michaud; catalogue by E. Migliorini.
- Milan, galleria Medea; catalogue by E. Migliorini.

1976
- Sassari, galleria l'Età dell'Acquario; catalogue by A. Gatto.
- Florence, galleria La Gradiva; catalogue by C. Marsan.

1977
- Basilea, ART 1977.
- Arezzo, galleria Piero della Francesca; catalogue by R. Biasion.
- Florence, galleria 33; catalogue by G.A. Bertozzi.

1978
- Rome, galleria Toninelli.
- Florence, galleria Spagnoli; presentation by A. Bueno.
- Florence, Studio Inquadrature 33; catalogue by C.A. Bertozzi - F. De Poli.

1979
- Florence, Palazzo Vecchio, Ab Ovo; catalogue by F. Menna.
- Tavarnelle, galleria Dada; catalogue by E. Miccini.
- San Giovanni Valdarno, Casa di Masaccio; catalogue by F. Menna.
- Vicence, Chiesa di San Giacomo, I D'apres, 1939/1979; catalogue by F. Menna.
- San Casciano, Centro Culturale Dedalus; catalogue by E.Miccini.
- Prato, galleria Metastasio (I D'apres, 1939/1979); catalogue by A. Sensini.
- Rome, Centro Morandi, "Stai al gioco?"
- Florence, galleria De Amicis (ABCD, Alinari, Bueno, Conti, De Poli).

1980
- Florence, galleria Menghelli (Exhibition of graphic works donated to the Uffizi).
- Venise, galleria Graziussi; catalogue by A. Del Guercio.
- Plaisance, VI Biennale Nazionale d'Arte Figurativa Cassa di Risparmio di Piacenza (Irony and Fabula).
- Florence, galleria La Piramide; catalogue by E.Miccini.

1981
- Florence, La Nuova Strozzina, palais Strozzi, Antologica 1936-1981; catalogue by P. Santi.
- Viareggio, galleria Ferretti (D'apres Ingres); catalogue by R. Monti.
- La Spezia, galleria Vallardi.
- Ferrare, Studio d'Arte Melotti (Monochromes 1955-1981); catalogue by S. Salvi.

1982
- Bologne, galleria Forni; catalogue by F. Solmi.
- Milan, galleria Annunciata; catalogue by F. Menna.
- Viareggio, galleria Ferretti; catalogue by Mario Luzi.
- Florence, galleria La Piramide; catalogue by S. Salvi.
- Rieti, Palazzo Vescovile, 'Generazione anni Dieci', catalogue by G.Di Genova.

1983
- Prato, galleria Metastasio; catalogue by M. Fagiolo dell'Arco.
- Catane, galleria Arte Club; catalogue by F. Menna.
- Naples, galleria Apogeo; catalogue by F. Menna.
- Luino, Museo Civico.

1984
- Florence, Palazzo Vecchio, Sala d'Arme,"I Pittori Moderni della Realtà"; catalogue by M. Fagiolo dell'Arco.
- Venise, XLI Biennale.
- Ancône, galleria Gioacchini; catalogue by G. Di Genova.

1985
- Roma, galleria La Gradiva; catalogue by F. Solmi.
- Gênes, galleria Guidi; catalogue by F. Solmi.
- Florence, galleria Davanzati; catalogue by M. Venturoli.
- Ferrare, Studio d'Arte Melotti.

1986
- Massa Marittima, Pinacoteca Comunale; catalogue by E. Dalla Noce.
- Macerata, Chiesa di San Paolo; catalogue by E. Dalla Noce.
- Milan, galleria Il Cannocchiale; catalogue by E. Dalla Noce.
- Rome, galleria Eliseo; catalogue by C. Di Genova.

1987
- Rome, Museo Nazionale di Castel Sant'Angelo (anthologic exhibition); catalogue by E. Dalla Noce.

1988
- Montepulciano, Pinacoteca Comunale (anthologic exhibition); catalogue by E. Dalla Noce.
- Cortone, Palazzo Casali (anthologic exhibition); catalogue by E. Dalla Noce.
- Poggibonsi, Casa di Chiesino (anthologic exhibition); catalogue by P. Levi.
- Matera, galleria Albanese.

1989
- Rome, galleria Parametro.
- Fiesole, Palazzina Mangani (anthologic exhibition).
- Campiglia Marittima, Palazzo Pretorio.

1990
- Lugano, galleria Spagnoli; catalogue by Mario Luzi.
- Avellino, Centro Culturale L'Approdo.

1991
- Florence, galleria Spagnoli (anthologic exhibition).
- Mesola (Ferrara), Castello Estense, Portraiture. Portraits in Italian Art of '900 collettiva; catalogue by Vittorio Sgarbi.

1992
- Forte dei Marmi, galleria Faustini.
- Livourne, galleria Arte Quadri.
- Vigevano, galleria Ducale.
- Venise, Salone di Settembre, "I dipinti della XLI Biennale".
- Florence, S.I.A.C., Palazzo degli Affari (anthologic exhibition).

1994
- Milan, galleria Pace.
- Aoste, Palazzo Challand, Museo Archeologico(antologica); catalogue by P.Levi.
- Busto Arsizio, Fondazione Bandera per l'Arte,(antologica); catalogue by P.Levi.

1995
- Brescia, galleria Arte Capital.
- Courmaier (Aoste), galleria Arte Capital.

1996
- Monsummano Terme, Villa Renatico Martini, "Colloquio col visibile" (collective).
- Bologne, Spazio espositivo Telemarket.

1997
- Turin, Spazio SDA, "Giochi di figure", catalogue by P.Levi.
- Rome, Spazio espositivo Telemarket.

1998
- Poggio a Caiano, Villa Medicea, "Drawing in Tuscany,1900-1945" (collettiva); catalogue by M. Pratesi e A. Scappini.